# Nissan X-Trail
Nissan X-Trail — компактный кроссовер, производство которого было запущено в 2000 году японской компанией Nissan на фирменной платформе Nissan FF-S. В 2007 году на платформе Nissan C было создано и выпущено на рынок второе поколение. В 2013 году вышло третье поколение на платформе CMF.

## Первое поколение
X-Trail был разработан в 2000 году на платформе Nissan FF-S, ранее использованной в легковых моделях Nissan Primera и Nissan Almera. X-Trail обладал двумя бензиновыми силовыми агрегатами объёмом 2.0 и 2.5 литра, которые выдавали порядка 140 и 165 л. с., а также 2.0 литра турбо 280 л. с. Дизайн автомобиля, представившего Nissan в сегменте кроссоверов, был выполнен в стилистике внедорожника Nissan Patrol. Своей практичностью во всех отношениях, автомобиль быстро приобрел популярность во многих странах, в том числе и в России. Особенность салона — расположение приборной панели посередине торпедо. Задние сиденья при убранных подголовниках образуют ровный пол.
В 2003 году проведен рестайлинг, изменения коснулись торпедо салона и бамперов, включая приборную панель, блоки управления двигателем, АКПП и ABS. Из технических, был заменен катализатор выхлопной системы на моделях для японского рынка, вместо двойного керамического стал один металлический, как и у моделей для Европы. Также добавились две эксклюзивные версии-Rider и AXIS, отличающиеся внешне бамперами и решетками радиаторов, внутри отделкой салона, так же колесными дисками и новыми цветами окраски кузова. Так же для версии GT в стандартной комплектации присутствует система динамической стабилизации (VDC), включающая электронные межколесные блокировки на осях. В некоторых комплектациях для Европы, как и в версии GT для Японского рынка сделали рейлинги на крыше с прожекторами, которые можно включать вместе с дальним светом. Оснащена системой управления полным приводом All Mode 4x4, позволяющий кроссоверу преодолевать внедорожные препятствия.

### Безопасность
| Euro NCAP                                                  | Euro NCAP | Euro NCAP | Euro NCAP |
| ---------------------------------------------------------- | --------- | --------- | --------- |
| Рейтинги                                                   | Пассажир  |           | 26        |
| Рейтинги                                                   | Пешеход   |           | 10        |
| Протестированная модель: Nissan X-Trail 2.0ltr, LHD (2002) |           |           |           |

## Второе поколение
В 2007 году на Женевском автосалоне был представлен концепт второго поколения Nissan X-Trail, а уже в конце года серийная версия автомобиля поступила в продажу в Европе. X-Trail второго поколения был построен уже на платформе Nissan C, на базе которой годом ранее (2006) был выпущен кроссовер Nissan Qashqai.
17 ноября 2009 года российское подразделение автоконцерна Nissan начало прием заказов на кроссовер X-Trail, собранный в Санкт-Петербурге. В 2010 году был проведен рестайлинг модели:
- Новый бампер
- Новые подкрылки колесных арок
- Хромированные накладки на противотуманные фары
- Новая решетка радиатора
- Новый дизайн передних фар
- Новые плафоны задних фонарей со светодиодами
- Новые 18" диски
- Новый дизайн 17" дисков
- Новая палитра цветов кузова
- Изменения в габаритных размерах
- Улучшенное сочетание цветов в интерьере салона
- Новые дизайн и материалы отделки сидений
- Не оцинкованный кузов
- Новая приборная панель

### Безопасность
| Euro NCAP                                                      | Euro NCAP | Euro NCAP | Euro NCAP |
| -------------------------------------------------------------- | --------- | --------- | --------- |
| Рейтинги                                                       | Пассажир  |           | 30        |
| Рейтинги                                                       | Ребёнок   |           | 43        |
| Рейтинги                                                       | Пешеход   |           | 12        |
| Протестированная модель: Nissan X-Trail 2.0 dCi XE, LHD (2007) |           |           |           |

## Третье поколение
На Женевском автосалоне 2012 года Nissan показал концепт Hi-Cross, а осенью 2013 года дебютировал серийный Nissan X-Trail третьего поколения, созданный на основе концепта. Автомобиль спроектирован на новой модульной платформе CMF, общей с моделью Nissan Qashqai, однако практически по всем параметрам превосходит его, в том числе размерами кузова. Также стоит отметить, что концепция «брутального» внедорожника с угловатыми линиями кузова сменилась на более «прогрессивную» городскую, однако, не лишенную былой «угловатости» в некоторых линиях.
В декабре 2014 года Nissan X-Trail начали выпускать на заводе в Санкт-Петербурге, старт продаж на российском рынке состоялся в 2015 году.

### Обновление модели
Новый Nissan X-Trail был представлен в ходе Лиги Чемпионов УЕФА, в июне 2017 года. Изменения затронули как дизайн, так и техническое оснащение автомобиля. В частности, изменилась форма переднего и заднего бамперов, расширилась решетка радиатора, появились узкие фары с светодиодными дневными ходовыми огнями. Рулевое колесо получило новую D-образную форму. В палитру цветов кроссовера было добавлено несколько новых оттенков, например ярко-оранжевый Orange Pearl.
В 2020 году автомобиль также получил новые опции: новую мультимедийную систему Nissan Connect, вариант комбинированной отделки сидений Alcantara® цвета кофе и дистанционный запуск.

### В СНГ
Производство в Санкт-Петербурге и продажи нового Nissan X-Trail в России, Казахстане и Беларуси стартовали несколько позже, чем в Европе — 29 октября и 6 декабря 2018 года соответственно. Временной разрыв был обусловлен глобальной политикой адаптации моделей для разных рынков. У российской версии нового Nissan X-Trail была перенастроена подвеска: в частности, были установлены более мягкие пружины и амортизаторы, менее чувствительные к профилю дорожного покрытия.
Российские инженеры Nissan также адаптировали рулевое управление кроссовера. Для более точного управления рулевой вал стал жестче, а электроусилитель был перенастроен. Российская версия Nissan X-Trail тише европейской: на заводе в Санкт-Петербурге на кроссовер устанавливаются дополнительные шумопоглощающие панели.
В мае 2019 года стало известно, что новый Nissan X-Trail стал лауреатом премии «Автомобиль года» в номинации «Легкие внедорожники».

### Технологии
Кроссовер получил расширенный набор технологий в рамках концепции Nissan Intelligent Mobility:
- Интеллектуальная система мониторинга слепых зон предупреждает звуковым сигналом, если другой автомобиль находится в слепой зоне;
- Интеллектуальная система контроля усталости водителя оценивает уровень концентрации и предупреждает о необходимости остановиться и отдохнуть;
- Интеллектуальная система кругового обзора комбинирует изображения с четырёх камер сзади, спереди и по бокам автомобиля, формирует вид сверху, чтобы упростить процесс парковки;
- Интеллектуальная система помощи при парковке позволяет водителю отпустить руль во время парковки, лишь нажимая на педали и меняя положение селектора КПП;
- Система предупреждения столкновения при движении задним ходом оповещает об автомобилях, движущихся перпендикулярно сдающему назад Nissan X-Trail;
- Система мониторинга давления в шинах предупреждает о падении давления в шинах;
- Интеллектуальные адаптивные фары головного света меняют угол освещения вслед за поворотом руля;
- Система открывания багажника Hands-free срабатывает на движение ногой;
- Интеллектуальная система остановки перед препятствием срабатывает на металлические объекты и помогает водителю избежать столкновения с впередиидущим автомобилем.

### Оснащение салона
| Euro NCAP                                                             | Euro NCAP | Euro NCAP | Euro NCAP             |
| --------------------------------------------------------------------- | --------- | --------- | --------------------- |
| · общий рейтинг                                                       |           |           |                       |
| 86%                                                                   | 83%       | 75%       | 75%                   |
| взрослый пассажир                                                     | ребёнок   | пешеход   | активная безопасность |
| Протестированная модель: Nissan X-Trail 1.6 diesel Acenta, LHD (2014) |           |           |                       |

Новое оборудование в салоне кроссовера: например, автомобиль получил расширенный набор тёплых опций и сиденья Zero Gravity. Также ряд комплектаций нового Nissan X-Trail оснащается мультимедийной системой Яндекс. Авто c 8" цветным сенсорным дисплеем. Система поддерживает сервисы Яндекс Навигатор, Яндекс Погода и Яндекс Музыка и имеет голосового помощника Алису. Комплектации нового Nissan X-Trail с мультимедийной системой Nissan Connect оборудуются 7" цветным сенсорным дисплеем.

### Технические характеристики
В России, Республике Беларусь и Казахстане новый Nissan X-Trail доступен с тремя вариантами силовых установок: дизельным двигателем dCi объёмом 1,6 л. и мощностью 130 л. с. и двумя двигателями объёмом 2.0 и 2.5 литра мощностью 144 и 171 л. с. соответственно. Оба бензиновые. Двигатели на бензине работают с 6 ступенчатой механической КПП, либо с обновленной бесступенчатой трансмиссией XTroniс CVT, перенастроенной специально для России. Дизельный двигатель интегрируется с механической КПП.

## Четвертое поколение
X-Trail четвертого поколения, получивший обозначение модельного кода T33, был представлен 19 апреля 2021 года на автосалоне в Шанхае в Китае и поступил в продажу в тот же день, почти через год после того, как его аналог Rogue был запущен в Северной Америке в июне 2020.
T33 X-Trail на 15 мм выше, на 20 мм шире, на 10 мм короче в длине, а колесная база не изменилась по сравнению с предыдущим поколением. Объем багажника составляет 560 л при установленных сиденьях второго ряда, что на 5 л меньше.
В модели e-Power система сочетает в себе 1,5-литровый трехцилиндровый бензиновый двигатель VC-Turbo с регулируемой степенью сжатия и гибридную трансмиссию второго поколения серии e-Power . Говорят, что гибридная система второго поколения улучшена с точки зрения «мощности, плавности и тишины» по сравнению со своей предшественницей.  Для этого поколения дизельный двигатель не предлагается.

### Рынки

#### Япония
X-Trail четвертого поколения был запущен в Японии 20 июля 2022 года. Он доступен только с гибридной трансмиссией серии e-Power. Доступные уровни комплектации: S, X и G, с дополнительным электрическим полным приводом «e-4ORCE» и дополнительными трехрядными сиденьями для комплектации X 4WD. Также предлагается пакет аксессуаров для бездорожья и версия Autech.

#### Австралия
X-Trail четвертого поколения был представлен в Австралии в мае 2022 года с 2,5-литровым бензиновым двигателем.  Доступны варианты ST, ST-L, Ti и Ti-L. Семиместная полноприводная модель предлагается в качестве опции для вариантов ST и ST-L (также предлагается в ePower Hybrid). Ti-L – пятиместные полноприводные модели.

#### Европа
X-Trail четвертого поколения для европейского рынка дебютировал в сентябре 2022 года. Варианты силовых агрегатов включают 1,5-литровый мягкий гибридный бензиновый двигатель с турбонаддувом и переменной степенью сжатия, а также гибрид серии e-Power с двухмоторным электрическим полным приводом.

#### Ближний Восток
X-Trail четвертого поколения был представлен на рынках Ближнего Востока 16 января 2023 года. Он доступен с 2,5-литровым бензиновым двигателем. Предлагается в комплектациях S, SV и SL. Комплектация S 2WD доступна с 5 местами в салоне, а комплектации S, SV и SL 4WD — с 7 местами.